# Abdollah Momeni
Abdollah Momeni (...) è un attivista iraniano, incarcerato dalle autorità iraniane.

## Biografia
Affacciatosi alla politica durante le proteste studentesche del luglio 1999, è stato arrestato durante le proteste post-elettorali del 2009 e successivamente condannato a otto anni di carcere per la sua presenza nei raduni post-elettorali e alle attività contro la sicurezza nazionale. Secondo le dichiarazioni dei testimoni, Momeni è stato sottoposto a violenze e abusi in carcere. Viene liberato il 13 marzo 2014, dopo 5 anni di carcere. Amnesty International ha definito il processo come non equo e basato su confessioni estorte con la forza.
Nel gennaio 2015 viene assalito e accoltellato da due uomini, non identificati dalle autorità.
Il 27 aprile 2023 viene nuovamente arrestato dopo aver criticato il governo su una diretta Clubhouse; durante la perquisizione della sua abitazione, gli agenti gli hanno sequestrato anche il telefono e il laptop.